# 1996 في نيوزيلندا
فيما يلي قوائم الأحداث التي وقعت خلال عام 1996 في نيوزيلندا.

## سياسة

### تعيين في المنصب
- 12 أكتوبر – بيل إنجليش عضو مجلس النواب نيوزيلندا.

### انتهاء فترة المنصب
- 12 أكتوبر – بيل إنجليش عضو مجلس النواب نيوزيلندا.

## مواليد

### فبراير
- 29 فبراير – كلوديا ويليامز لاعبة كرة مضرب نيوزيلندية.

### مارس
- 11 مارس – ماثيو ريدينتون لاعب كرة قدم نيوزلندي.
- 14 مارس – أندرو بليك لاعب كرة قدم نيوزيلندي.
- 21 مارس – موسى داير لاعب كرة قدم نيوزيلندي.

### أبريل
- 3 أبريل – كوري براون لاعب كرة قدم نيوزيلندي.

### يوليو
- 20 يوليو – ياسمين بيريرا لاعبة كرة قدم نيوزيلندية.

### نوفمبر
- 7 نوفمبر – لورد
- 20 نوفمبر – كايل آدامز

### ديسمبر
- 11 ديسمبر – إليزا مكارتني رياضية نيوزيلندية.

## وفيات

### يناير
- 30 يناير – جاي دولمان (مواليد 1923) ممثل نيوزيلندي.